# Thecla bellusexcessus
Thecla bellusexcessus är en fjärilsart som beskrevs av Tutt. Thecla bellusexcessus ingår i släktet Thecla och familjen juvelvingar. Inga underarter finns listade i Catalogue of Life.